# 喜田彩子
喜田 彩子（きだ あやこ（旧姓、松本）、1986年2月7日 - ）は、日本の女性元ファッション読者モデルである。2007年12月に広島東洋カープ の喜田剛と結婚、現在は、二児の母である。

## 人物
- 神戸松蔭女子学院大学在学時より、読者モデルとして活躍していた。

## 活動内容

### 雑誌
- 『JJ』（ぶんか社）
- 『bis』( 光文社 )
- 『HONEYgirl』（英知出版）

### イベント
- 「神戸コレクション」